# Домаћинске приче
Домаћинске приче је српска кулинарска телевизијска емисија која се приказује од 7. јуна 2020. године на каналу Нова. Водитељ емисије је Ненад Гладић.
Водитељ, Ненад Гладић познатији као Лепи Брка, сваке недеље представља једно место, његове кулинарске специјалитете, културу, али и домаћине које је упознао на том путовању.
Поред документарно-кулинарске емисије недељом, серијал чине и емисије радним данима, у којима Гладић учи гледаоце како да припреме јела традиционалне и савремене кухиње.